# Dino Tamagni
Dino Tamagni (* 2. März 1968, heimatberechtigt in Bellinzona TI) ist ein Schweizer Politiker (SVP). Er wurde 2020 in den Schaffhauser Regierungsrat gewählt und übernahm beim Amtsantritt im Januar 2021 das Volkswirtschaftsdepartement.
Tamagni war bis zur Wahl in den Regierungsrat Geschäftsführer eines Getränkehandels. Er ist verheiratet und hat zwei Kinder. Tamagni ist Mitglied des Vorstands der SVP Kanton Schaffhausen. Zudem war er im Gemeinderat seiner Wohngemeinde Neuhausen am Rheinfall.

## Weblink
- Porträt Dino Tamagni auf der Website der SVP Kanton Schaffhausen